# Niko Pirosmani

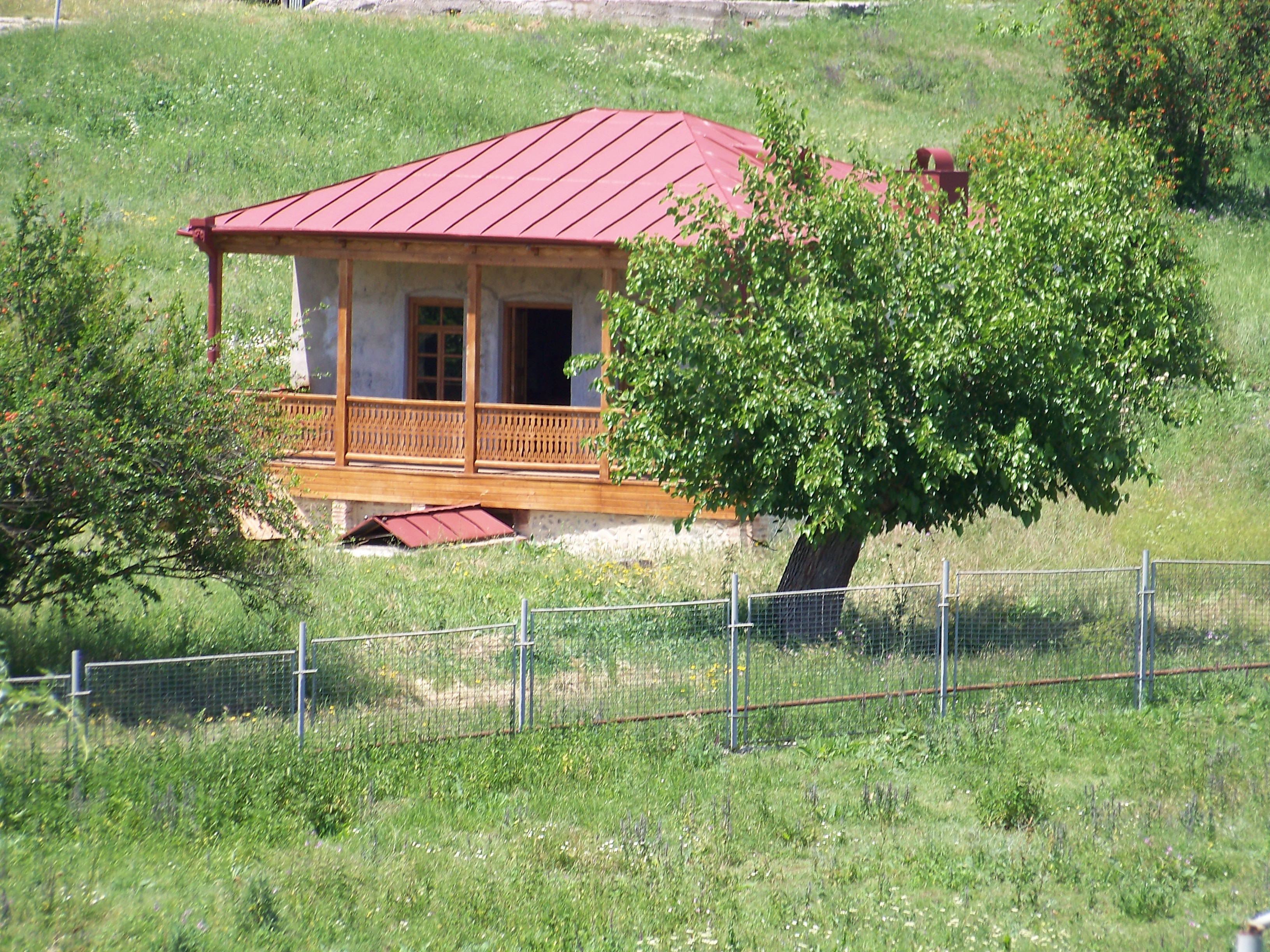
Niko Pirosman hus i Mirzaani

Niko Pirosmani, född som Nikoloz Aslanis Dze Pirosmanashvili 5 maj 1862 i Mirzaani, Dedoplistsqaro, Kachetien i Georgien, död 9 april 1918 i Tbilisi i Georgien, var en georgisk målare.
Niko Pirosmani var son till jordbrukarna Aslan Pirosmanashvili och Tekle Toklikishvili i byn Mirzaani. Familjen hade några få kor och oxar och en småskalig vinodling. Han blev tidigt föräldralös och omhändertogs av sina två äldre systrar Mariam och Pepe. Tillsammans med dem flyttade han till Tbilisi. Han barnarbetade i tjänst hos välbeställda familjer och lärde sig läsa och skriva på ryska och georgiska. År 1876 återvände han till byn och blev fåraherde.
Han lärde sig efter hand att måla, bland annat med olja på svart oljeduk. År 1882 inrättade han tillsammans med den också självlärde George Zaziashvili en ateljé för skyltmålning. Han arbetade också som järnvägskonduktör och var med om att grunda ett mjölkjordbruk i Tbilisi. Han var livet igenom fattig.
Han uppförde Niko Pirosmanis hus i Mirzjaani till sina systrar, som nu är ett konstnärsmuseum.

## Bildgalleri

Självporträtt, olja på oljeduk, 1900
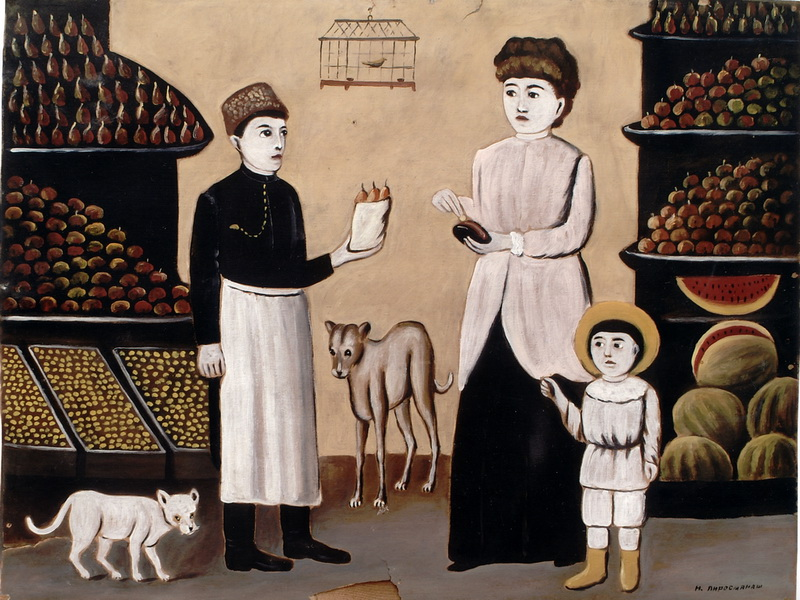
Tatarisk grönsakshandlare, olja på kartong, omkring 1911
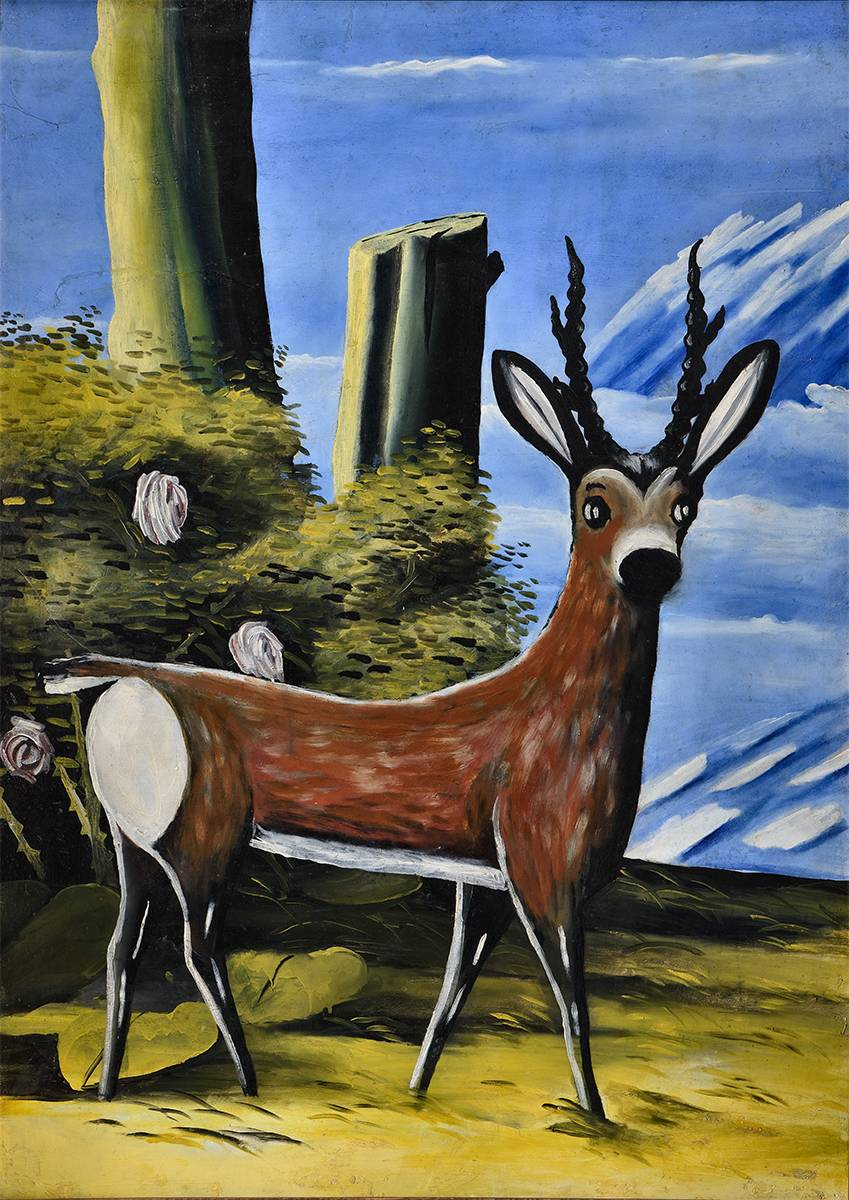
Rådjur mot bakgrund av landskap
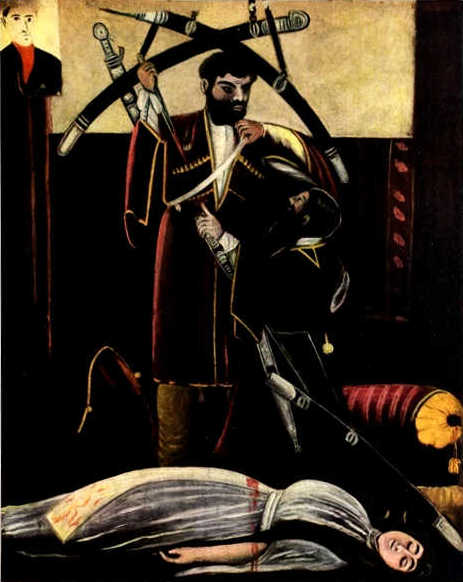
Scen ur Valerian Gunias pjäs "Bror och syster"
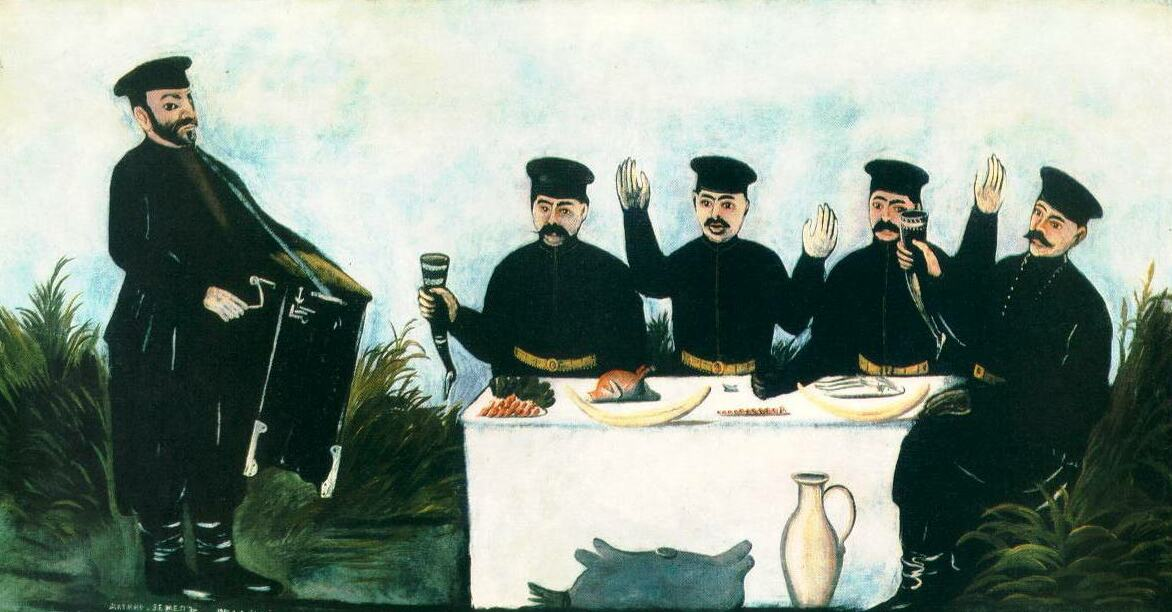
Fest med dragspelare, 1906
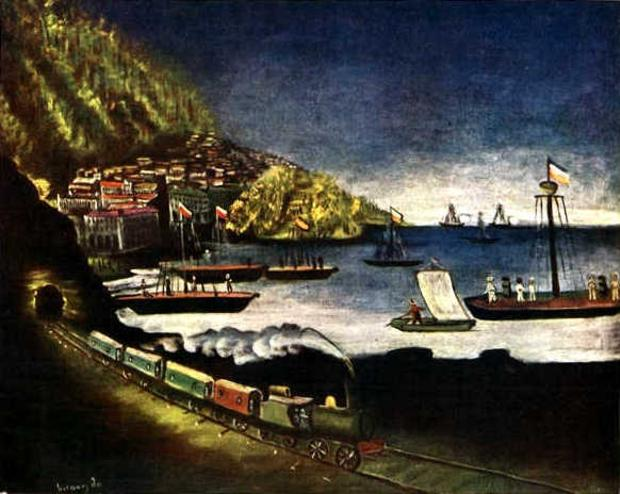
Hamnen i Batumi
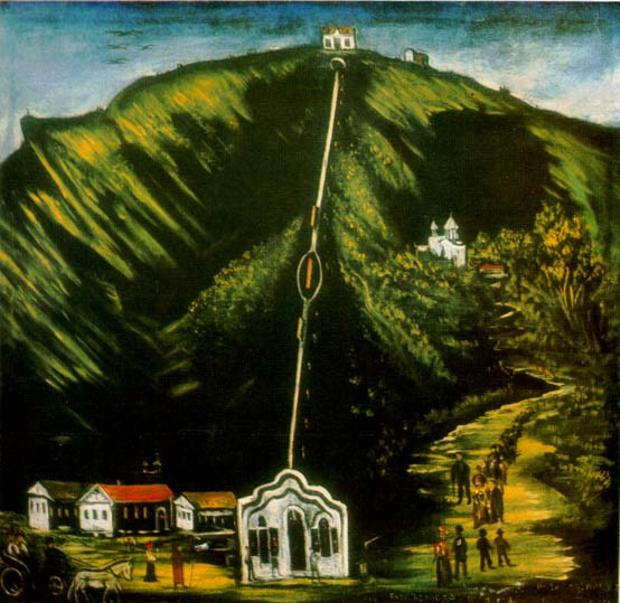
Tbilisis bergbana, 1904
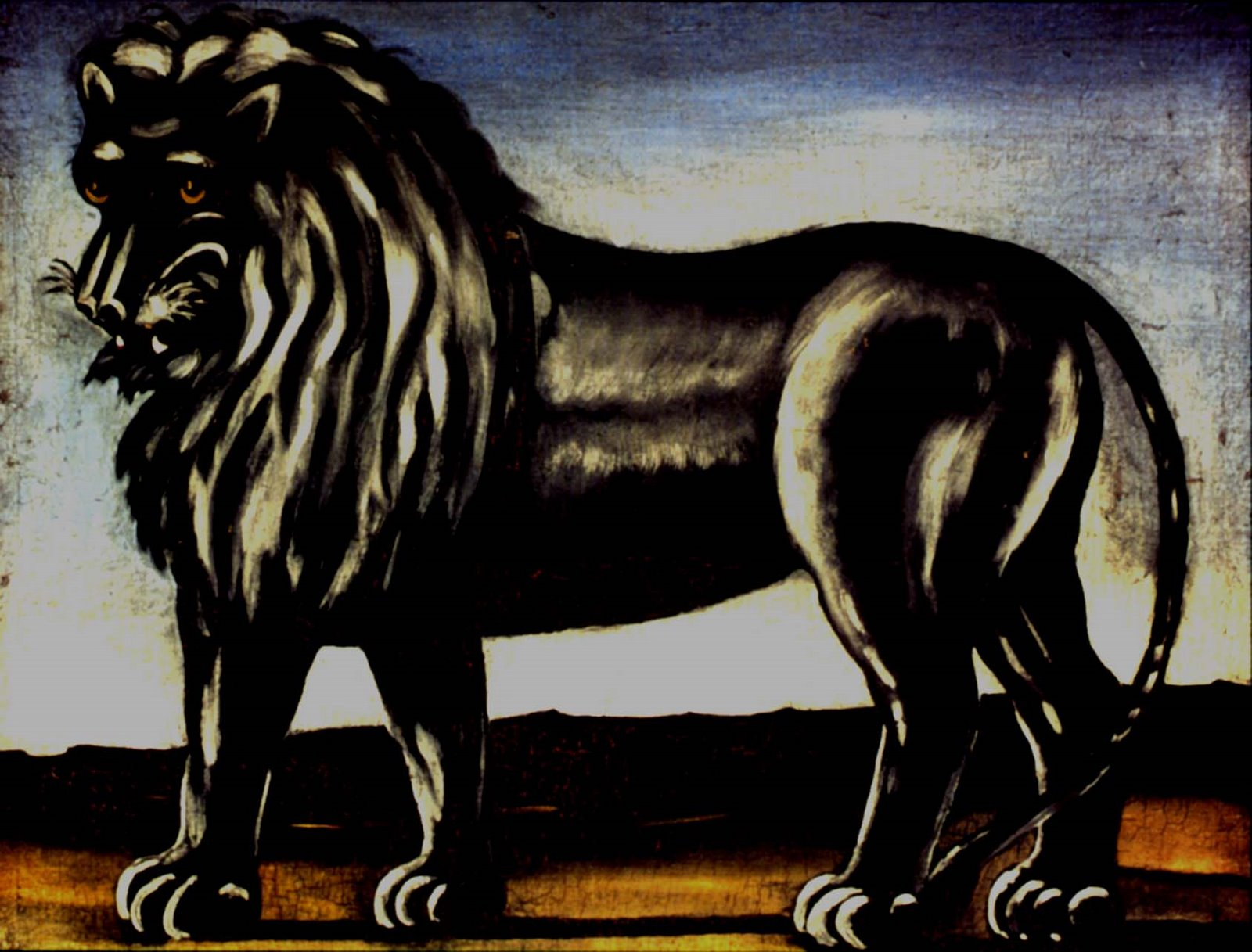
Svart lejon, olja på oljeduk, 1905
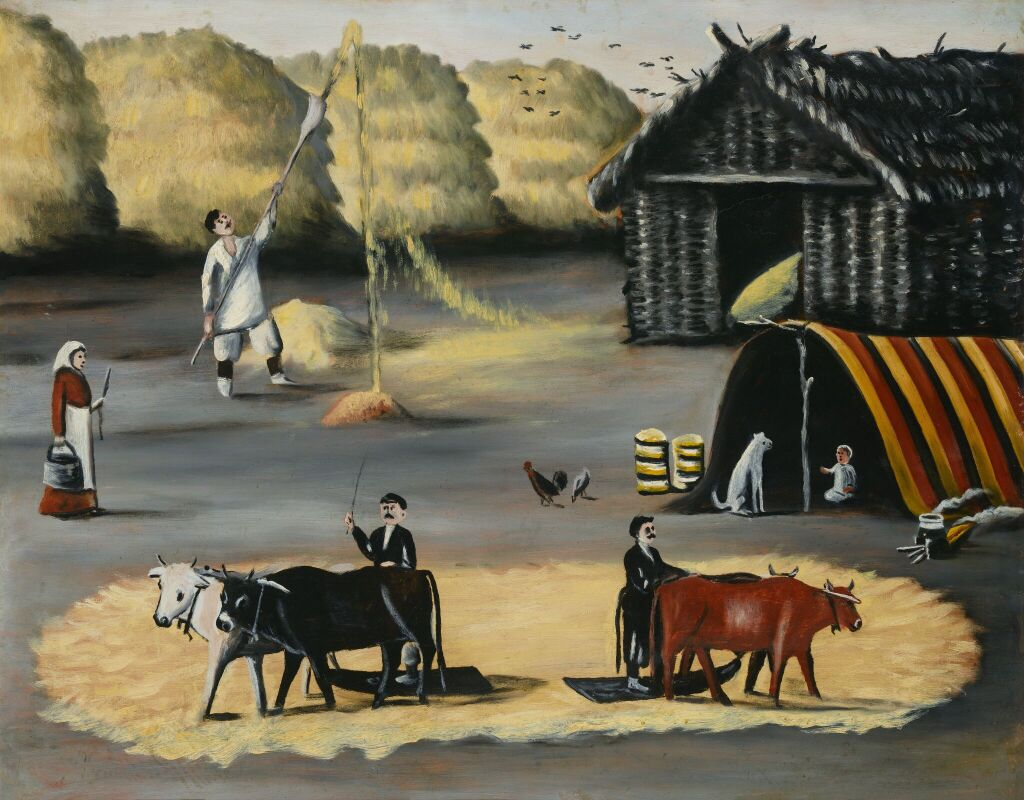
Tröskning, olja på oljeduk, 1915
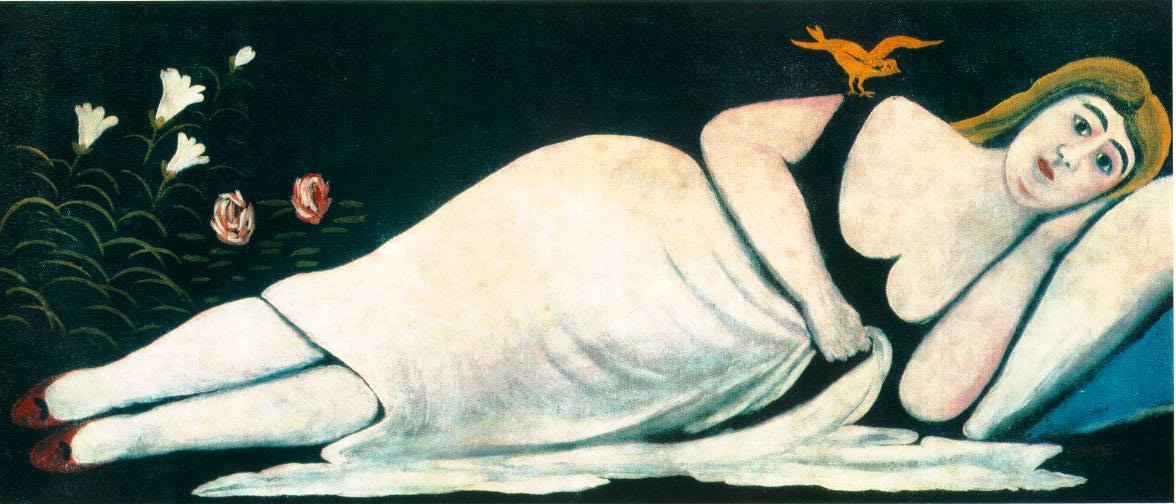
En skönhet från Ortachaly, olja på oljeduk, 1918
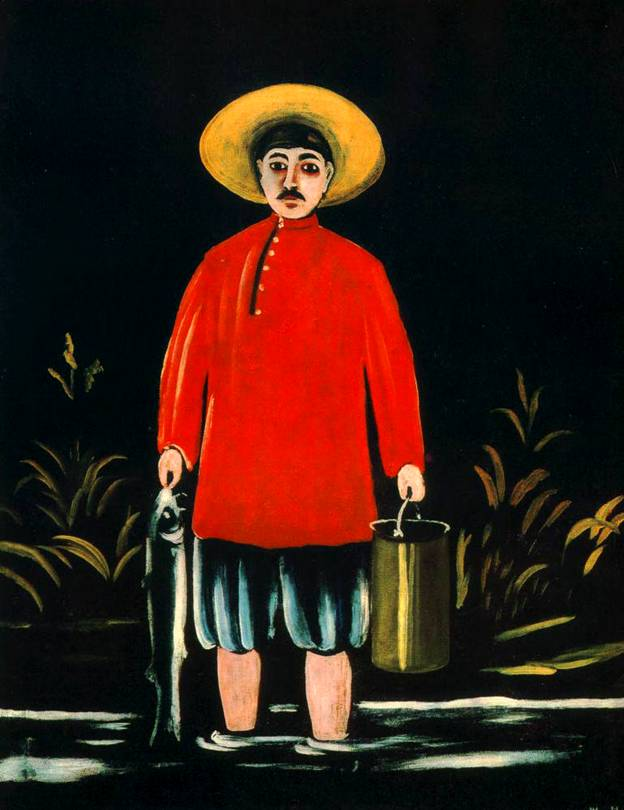
Fiskare, olja på oljeduk
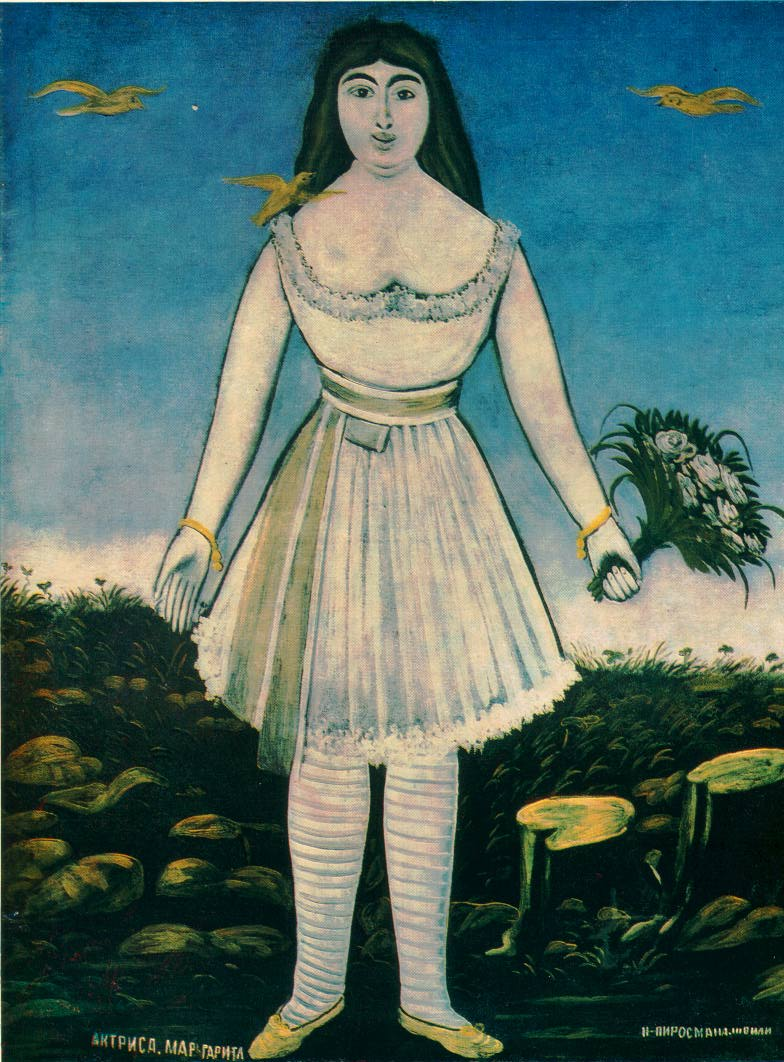
Skådespelerskan Margarita, 1909
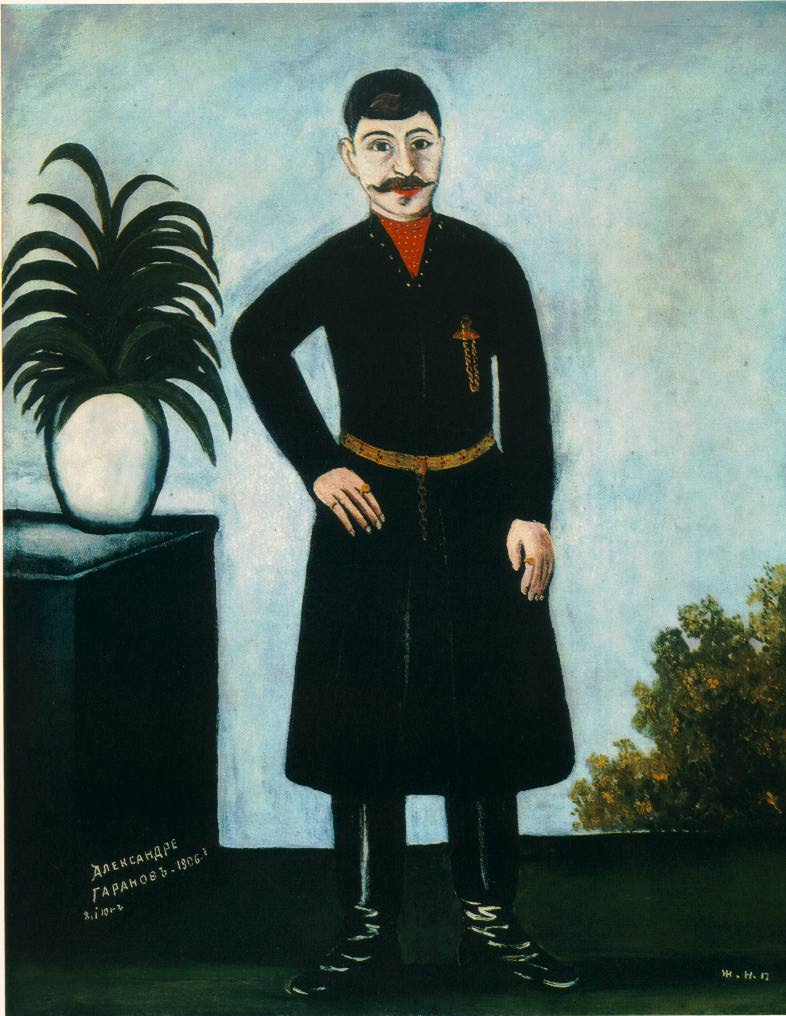
Porträtt av Alexander Garanov, olja på oljeduk, 1906
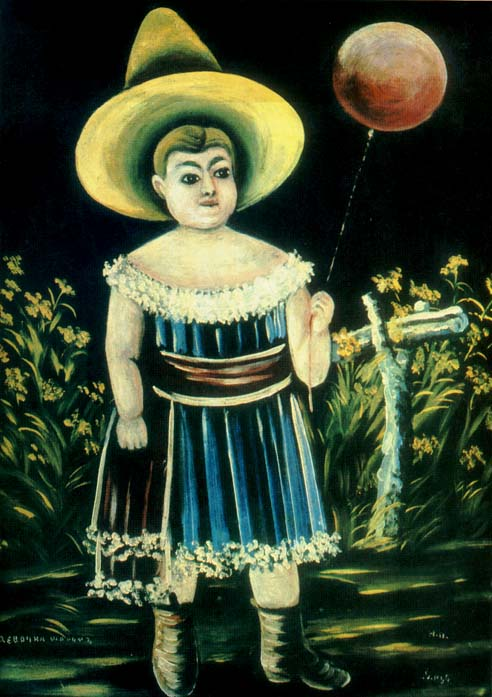
Liten flicka med ballong, olja på oljeduk
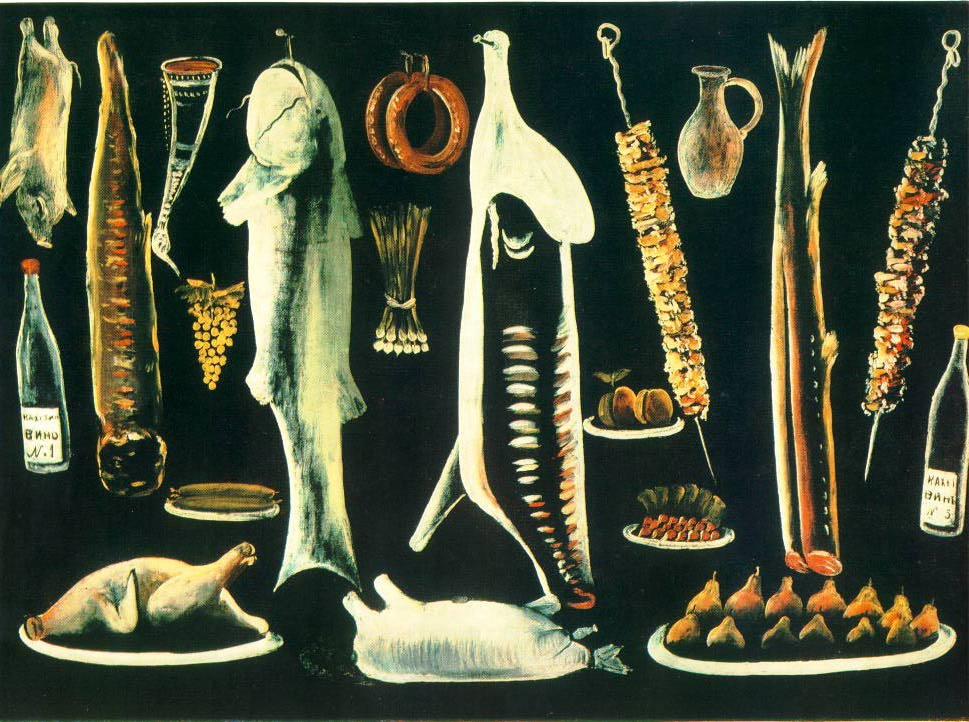
Stilleben, olja på oljeduk
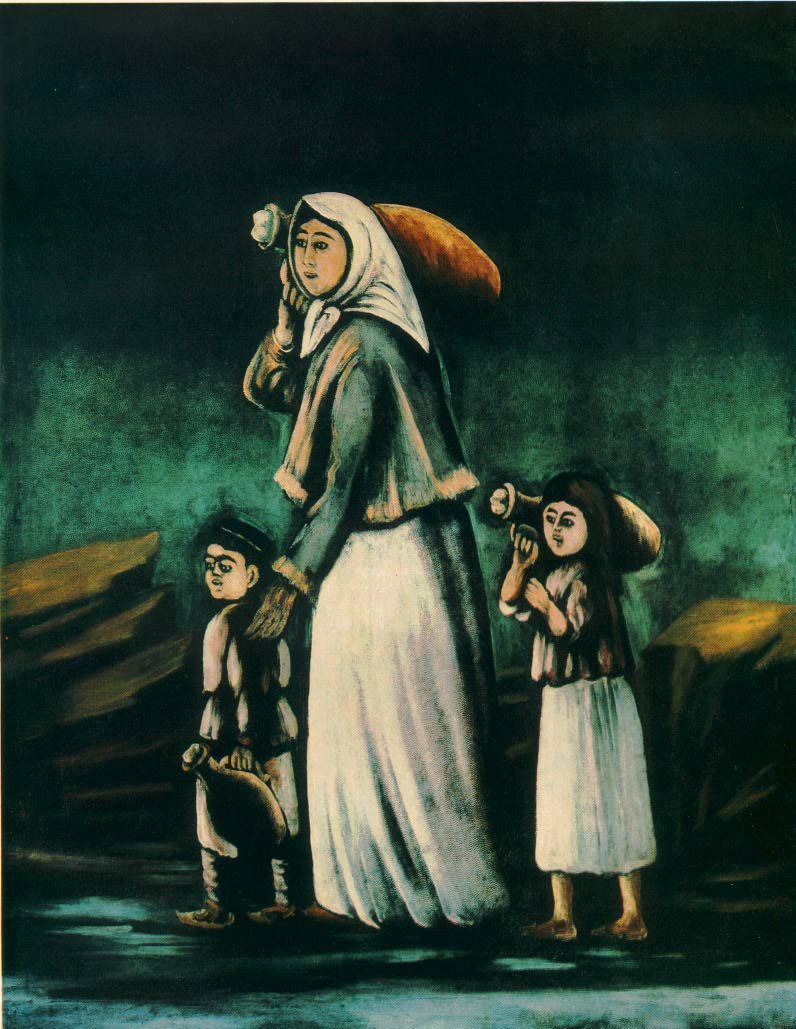
Bondkvinna med barn, som hämtar vatten, olja på oljeduk